# Echte Alligatoren
Die Echten Alligatoren (Alligator) sind eine Gattung aus der Familie der Alligatoren (Alligatoridae). Innerhalb dieser werden sie den Kaimanen (Caimaninae) als einzige rezente Vertreter der Unterfamilie Alligatorinae gegenübergestellt.

## Merkmale
Im Gegensatz zu den Kaimanen haben Echte Alligatoren eine breite flache Schnauze und eine knöcherne Nasenscheidewand. Sie weisen außerdem auf dem Nacken sechs kegelförmige Schuppen auf.

## Lebensweise
Alligatormännchen bevorzugen außerhalb der Paarungszeit große offene, tiefe Gewässer, während die Weibchen flachere, kleinere ruhende Gewässer bevorzugen. Während der Paarungszeit verteidigen die Männchen ihre Territorien durch bellende Laute, Schlagen mit dem Kopf auf das Wasser und Kämpfen mit Konkurrenten.
Echte Alligatoren sind diejenigen Krokodile, deren Verbreitungsgebiet in Nordamerika und China am weitesten nach Norden in gemäßigte Breiten reicht, sodass sie als einzige Krokodile im Winter mit Frost konfrontiert werden. Sie verbringen den Winter im Uferschlamm eingegraben oder im tiefen Wasser mit deutlich reduziertem Stoffwechsel, müssen allerdings zum Atmen regelmäßig an die Oberfläche kommen und sonnen sich an wärmeren Tagen am Ufer. Der Mississippi-Alligator kann sogar in überfrierenden Gewässern überwintern, wobei sein Körper im Wasser bleibt, während die Schnauze zum Atmen durch das Eis reicht.

## Systematik
Zur Gattung der Echten Alligatoren gehören folgende zwei rezente Arten:
| Deutscher Name        | Wissenschaftlicher Name                   | Verbreitung                                   | Gefährdungsstufe Rote Liste der IUCN             | Anmerkungen | Bild                                               |
| --------------------- | ----------------------------------------- | --------------------------------------------- | ------------------------------------------------ | --- | -------------------------------------------------- |
| Mississippi-Alligator | Alligator mississippiensis (Daudin, 1802) | Verbreitungsgebiet des Mississippi-Alligators | (Least Concern – nicht gefährdet)                | monotypisch Kommt in den USA in den Bundesstaaten North Carolina, South Carolina, Georgia, Florida, Alabama, Mississippi, Louisiana, Arkansas, Oklahoma und Texas vor | Mississippi-Alligator (Alligator mississippiensis) |
| China-Alligator       | Alligator sinensis Fauvel, 1879           | Verbreitungsgebiet des China-Alligators       | (Critically Endangered – vom Aussterben bedroht) | monotypisch Kommt in China am Mündungslauf des Jangtsekiang und dessen Nebenflüssen in den Provinzen Anhui, Zhejiang und Jiangsu vor                                  | China-Alligator (Alligator sinensis)               |

Die Gattung Alligator entstand vor etwa 38 bis 26 Millionen Jahren im Oligozän in Nordamerika. Ein Vertreter aus dieser Zeit war Alligator prenasalis. Im Miozän lebten Alligator mcgrewi, Alligator olseni und auch die ersten Alligator mississippiensis. Aus dem Pliozän wurde Alligator mefferdi beschrieben. Alligator sinensis erscheint im Pleistozän.
- † Alligator prenasalis (Loomis, 1904)
- † Alligator mcgrewi Schmidt, 1941
- † Alligator luicus Li & Wang, 1987
- † Alligator olseni White, 1942
- † Alligator mefferdi Mook, 1923
- † Alligator munensis Darlim et al.. 2023
- † Alligator thomsoni Mook, 1946 (möglicherweise identisch mit Alligator mississippiensis)